# 蓬塔雷纳斯省
蓬塔雷納斯省（西班牙語：Provincia de Puntarenas）是哥斯达黎加西部的一个省。幅蓋了大部分太平洋海岸。
面積11,277平方公里，2000年人口357,483人。首府蓬塔雷納斯。下分13縣。
1. ↑  . hdi.globaldatalab.org.   [2018-09-13] （英语）.